# ウィリアム・フレドリック・プール
ウィリアム・フレドリック・プール (William Frederick Poole、1821年12月24日 - 1894年3月1日) は、アメリカ合衆国の司書、書誌研究家である。

## 生涯
ウィリアム・フレドリック・プールの父はマサチューセッツ州セーラムで毛織物商を営んでいて、裕福ではなかったが、プールは勉強熱心だった。母親は大学へ進学させようとしたが、経済事情からプールは高校卒業後、教師の仕事で資金をため、イェール大学に進んだ。彼は1849年にイェール大学を卒業したが、大学では学内団体ブラザーズ・イン・ユニティの学生であったジョン・エドマンズを補佐していた。ブラザーズ・イン・ユニティは多くの蔵書を持ち、プールはエドマンズの後任司書補となり、まだ学生であった1848年に154ページにわたる定期刊行物記事索引を出版した。524ページにわたる第2版は1853年に、1469ページに及ぶ第3版は1882年に刊行された。
彼は1851年にボストン・アテネウムの司書補となり、1852年にはボストン・マーカンタイル・ライブラリーの司書となった。1856年から1869年まではボストン・アテネウムの司書として、チャールズ・エヴァンス (司書)、ウィリアム・I・フレッチャー、キャロライン・ヘウィンズの薫陶を受けた。 
プールは公共図書館運動のパイオニアであった。彼は1869年から1873年までシンシナティ・ハミルトン郡公共図書館の最初の司書で、そこでは図書館を日曜にも開館するというアイデアの導入に成功した。また1873年から1887年まではシカゴ公共図書館最初の司書であった。 
プールは合衆国全体の学術コミュニティの友人たちからの寄贈を集め、シカゴ最初の蔵書構築をすることができた。1871年のシカゴ大火で多くの書物が灰塵に帰したのだが、それから2年後には図書館が設立されたのである。 
プールは1887年から1894年まで私立の研究図書館であるニューベリー図書館の館長を務めた。彼が設計したビルは、シカゴの西ウォルトン通り60番地に現在も建っている。 
彼は近代図書館運動の中心的存在であったが、彼のアイデアは結局彼を歴史の反対側へ据えることになった。彼は、コレクションはそれぞれユニークであり、司書はそのコレクションに合致した建物と目録を作るべきだと信じていた。分類を標準化するというアイデアには今日、彼と同時代のメルヴィル・デューイの名前が付けられている。 
プールはアメリカ図書館協会会長を務め、アメリカ歴史協会の会長でもあった。1877年にはアメリカ稀覯書協会の会員に選ばれた。1876年設立のアメリカ図書館協会は、彼を「'76」の1人に選んだ。

## プールの定期刊行物索引
プールがイェール大学していた当時は、学生のレポート課題が発表されると、必要な典拠資料や参考文献を探しに学生が司書のプールの元へ殺到していた。そこでプールは対象の書籍と雑誌論文を調べ、一覧表を貼りだすようになった。この一覧表が役立つことが分かったので、彼は1年かけてブラザース・イン・ユニティの図書館所蔵の560誌を調査し、そこで扱われるトピックを書き出し、ABC順に並べ替えた。これが154ページにおよぶ主題索引で、当初は手書きだったが利用が頻繁だったので500部を印刷した。この索引は学内だけでなく海外からも関心を寄せられ、「外国からの注文だけで印刷部数を超えた」。
1848年に出版した最初の版は熱烈な支持を受けたので、学外の蔵書も対象に含め内容を充実させた索引第2版が1853年に出版された。プール自身はだんだん司書の仕事が忙しくなり、図書館が補遺を作成するようになった。1876年にはアメリカ図書館協会がこの索引のための特別委員会を設置し、多くの図書館の共同事業で索引作成に取り組むことになり、プールも参加し国内だけでなくイギリスの図書館も加わった事業が実施された。1882年出版の索引第3版は、さらに1907年まで5年ごとに補遺が出された。
プールは索引第3版の補遺が2つ出るのを見届けて没したが、同じような索引が他にも出版されるようになっていた。ロンドンではW.T. ステッドが1891年から1903年まで『定期刊行物索引』を年刊で出版した。アメリカ国内では1901年から『定期刊行物リーダーズガイド Reader's guide to periodical literature』が刊行されている。

## 著作
- An alphabetical index to subjects, treated in the reviews, and other periodicals, to which no indexes have been published, 1848
- An index to periodical literature, 1853
- Cotton Mather and Salem Witchcraft, 1869
- Anti-slavery opinions before the year 1800, 1873[13]
- The ordinance of 1787, and Dr. Manasseh Cutler as an agent in its formation, 1876[14]
- Poole's Index to Periodical Literature, 1888[15]
- Columbus and the Founding of the New World, 1892